# Josep Giralt i Ferrer
Josep Giralt i Ferrer (Barcelona, 1884 - Alella, 17 d'agost de 1936) fou un pèrit tèxtil que va ser afusellat i assassinat durant la guerra civil espanyola.

## Biografia
Natural de Barcelona, estava casat i amb quatre fills. Era pèrit tèxtil de diverses fabriques. L'any 1920 havia portat una fàbrica al Poblenou (Barcelona), on va treballar molt, però la sort no l'acompanyà. El 1930 es quedà sense feina i arribà a Premià de Mar el 25 de març d'aquell any, on va entrar a treballar com a nou director de la fàbrica de Can Sanpere (1930-1933). De 1933 a 1936 va fer de viatjant.
Simpatitzant de la Lliga, va fer d'interventor a les eleccions de febrer de 1936; catòlic convençut era membre del Patronat Catequístic de Premià i soci de la Mútua de pares d'alumnes de l'escola de La Salle.
Els dies que va començar la guerra civil es trobava descansant a la masia Collet que tenien a Llinars del Vallès/Dosrius. El matí del 16 d'agost de 1936 havia marxat cap a Premià de Mar a acompanyar les seves germanes, i per anar al treball. Després va anar una estona a veure els amics al Bar del Jovellanos, i el compensaren a buscar per detenir-lo. Mentrestant els milicians havien pujat a Can Collet a buscar-lo, i ja no deixaren que el truques la família per avisar-lo de l'imminent perill que corria si el trobaven a casa seva en Premià. El van detenir durant la nit al seu domicili de Premià, amb l'excusa que el necessitaven perquè havia d'anar a presentar una declaració a la Generalitat.
Els seus cunyats Jaume Botey i Victòria Vallès van fer moltes gestions per salvar-lo. L'ajuntament d'Alella tenia algun paper sospitos de Josep Giralt. Va ser detingut per uns individus del Comitè de Granollers i assassinat a Font de Sera (Alella) el 17 d'agost de 1936. L'autor material va ser un milicià i les instigacions del fet per detenir-lo van sortir de Premià de Mar. La seva mort consta al registre civil d'Alella. Segons el seu fill, acabada la guerra «va ser citat a la parròquia de Premià de Mar davant de tres sacerdots, un d'ells el rector Josep Paradeda i Sala». El van dir que tenien a la presó una persona penedida que demanava perdó i volien saber si ell el perdonaria. S'ho va haver de pensar una mica, però va dir: «Jesús ens va ensenyar que s'ha de perdonar. Em veig obligat a dir que l'he de perdonar, però procureu que no el vegi mai.»